# Strand von Valu
Der Strand von Valu (fataluku Valu Sere, tetum Tasi-ibun Valu, portugiesisch Praia Valu) liegt an der östlichsten Spitze Timors im Nationalpark Nino Konis Santana (Suco Tutuala, Osttimor). Ihm gegenüber liegt die Insel Jaco. Hier treffen die nördlich gelegene Bandasee (Tasi Feto, das Frauenmeer) und die südlich gelegene Timorsee (Tasi Mane, das Männermeer) aufeinander. Der nächste Ort ist Tutuala liegt bereits auf einer Meereshöhe von 71 m. Der 14 km lange Weg dorthin ist nur zu Fuß oder mit geländegängigen Fahrzeugen zu bewältigen.

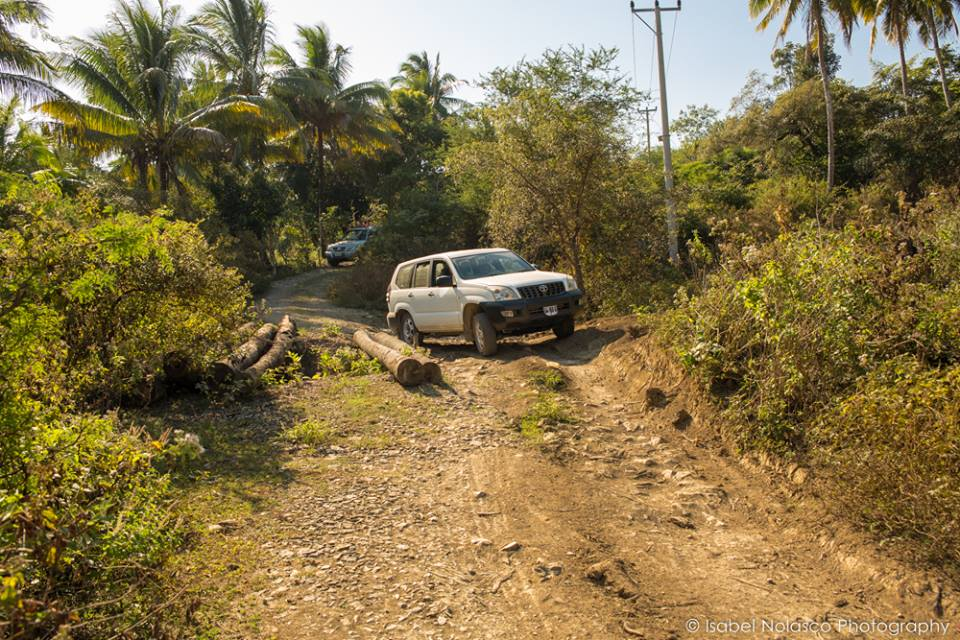
Die Fahrt zum Strand ist nur mit dem Geländewagen möglich
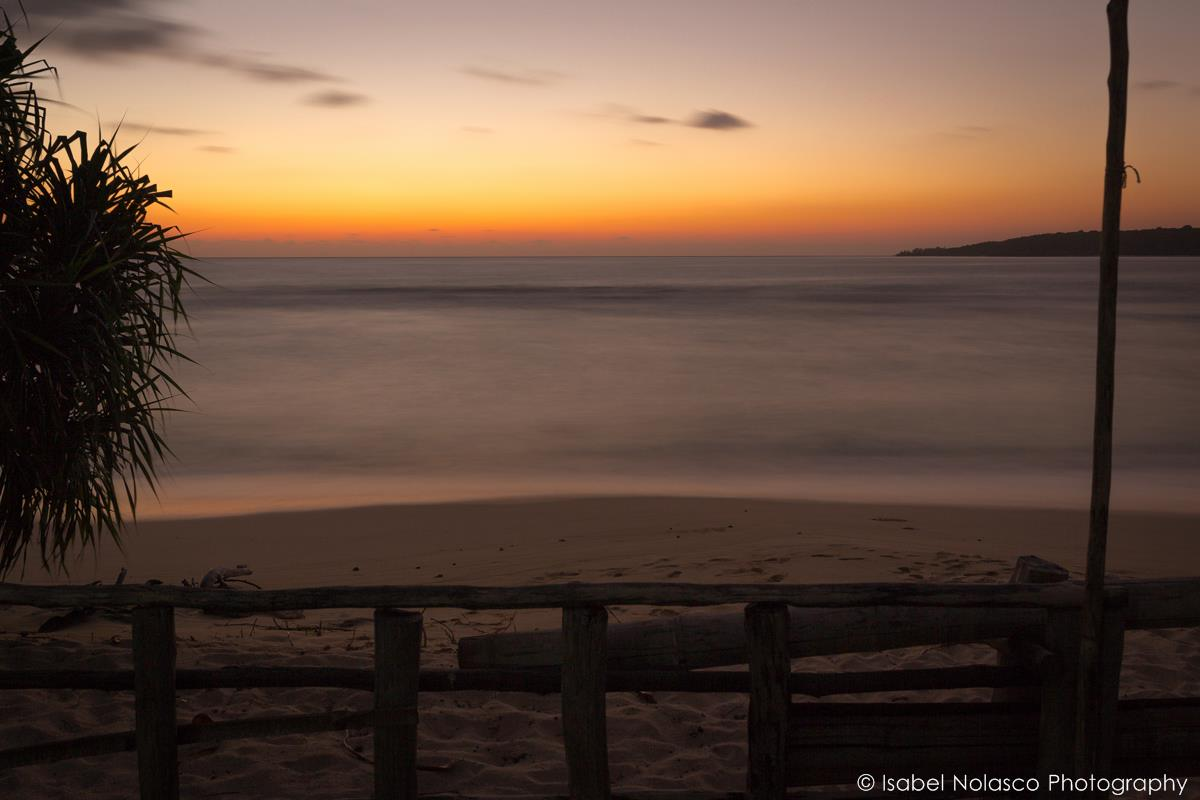
Sonnenaufgang am Strand von Valu
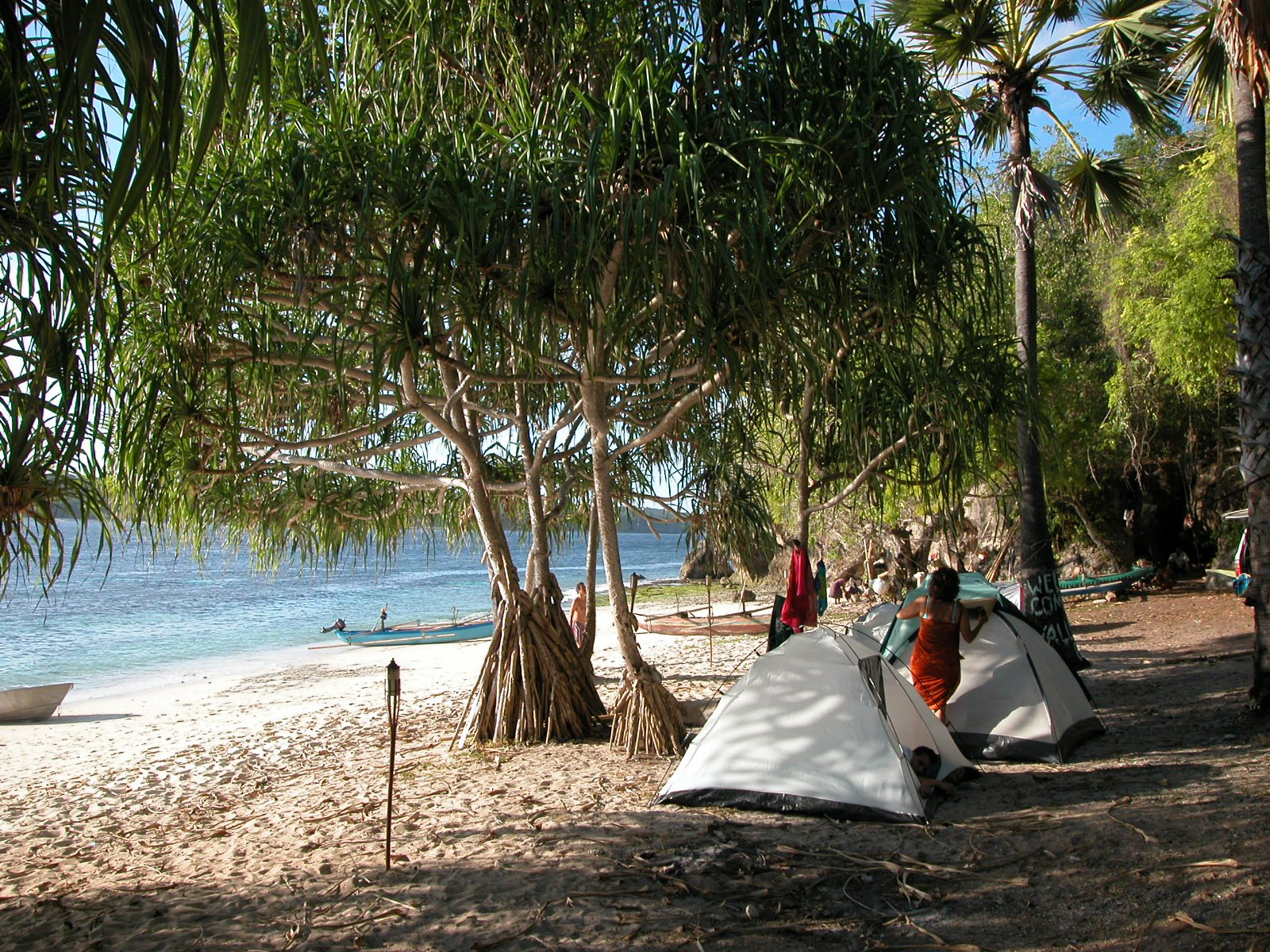
Touristen zelten am Strand bei den Fischerbooten
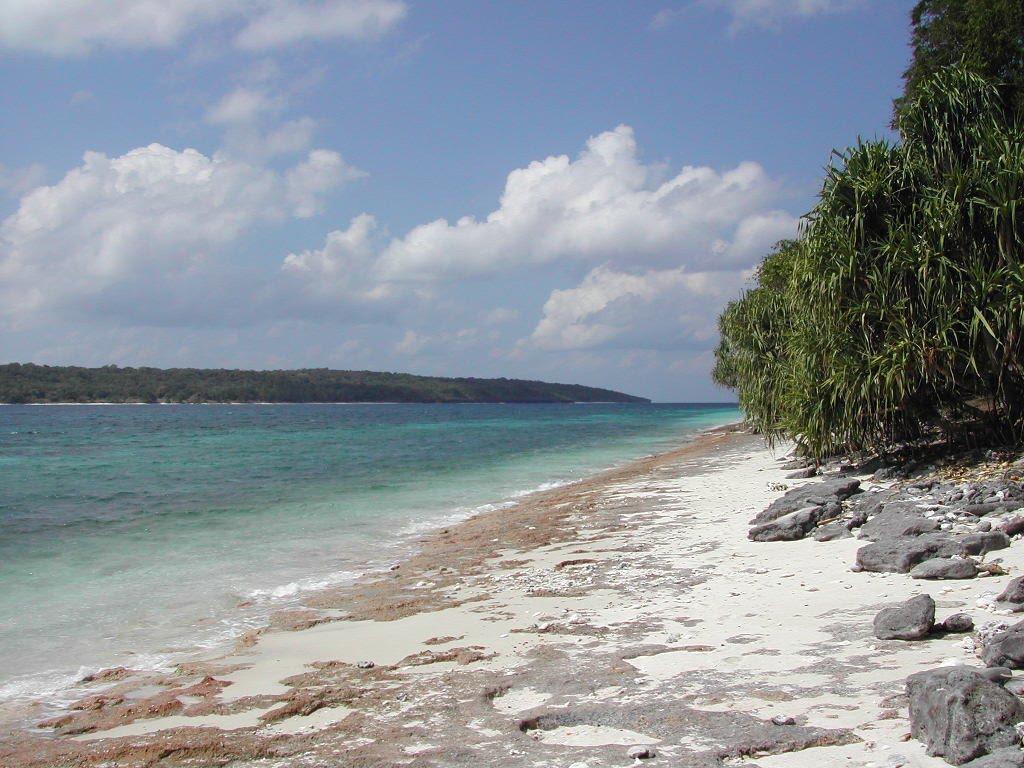
Der Strand im Jahr 2003

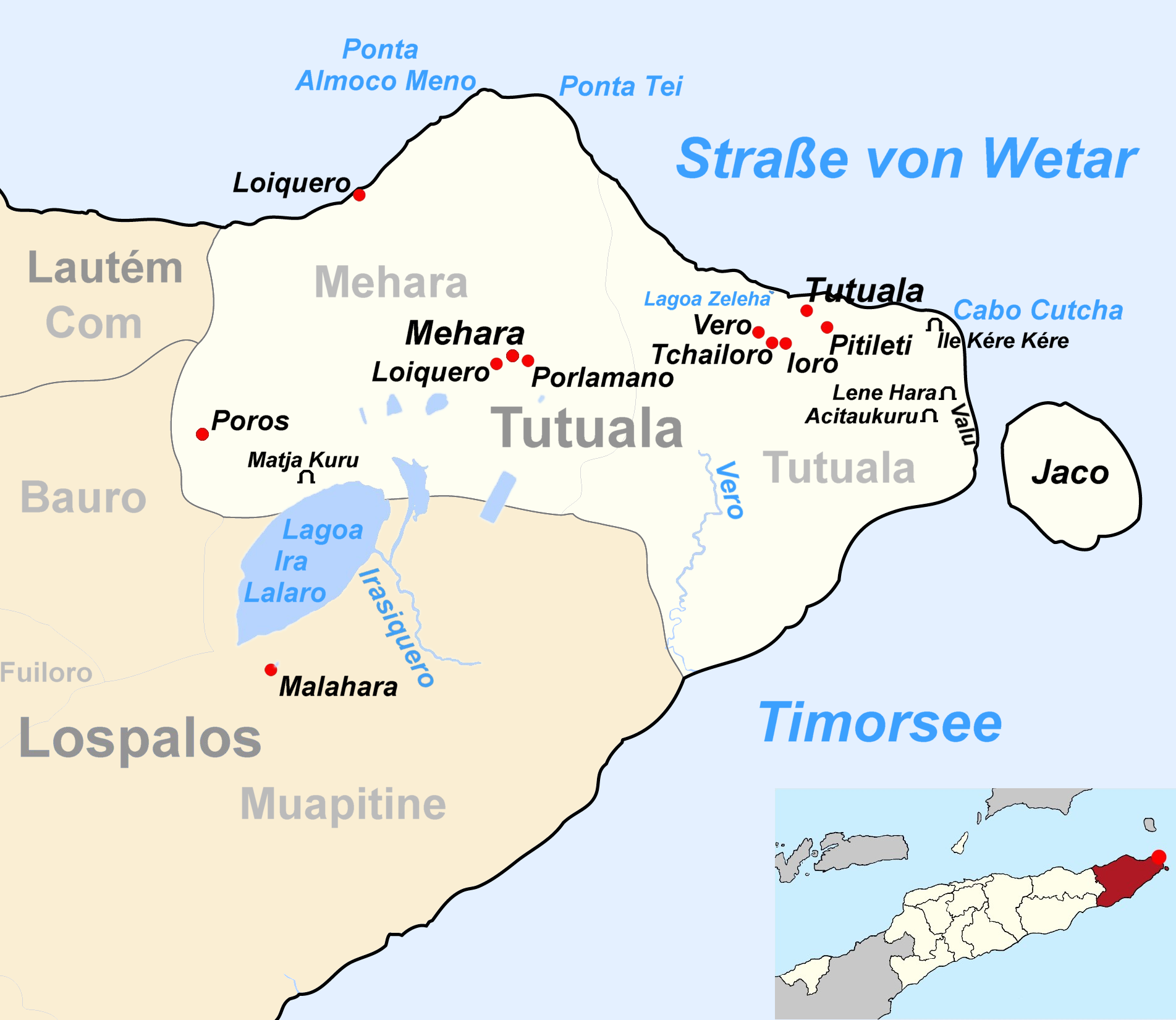
Valu im Osten von Tutuala

Der Strand ist ein beliebtes Ausflugsziel für Touristen, die von hier mit Fischerbooten auch auf die Insel Jaco übersetzen. Mehrere Korallenriffe sind Ziel von Schnorchlern. Am Strand steht ein Eco-Village, das von einer lokalen Kooperative geführt wird.
Zweimal im Jahr findet am Strand das Mechi der Fataluku statt, das Sammeln der Meci-Würmer (Eunice viridis). Im letzten Mondviertel vom Februar findet das kleinere Mechi kiik und bei Neumond im März das große Mechi boot statt.